# Castelul familiei Bolyai din Buia
Castelul familiei Bolyai din Buia este un monument istoric aflat pe teritoriul satului Buia, comuna Șeica Mare. În Repertoriul Arheologic Național, monumentul apare cu codul 145694.03.01, 145694.03.02.